# Андроник Дука (братовчед на Михаил VII)
Андроник Дука (на гръцки: Ανδρόνικος Δούκας; Andronikos Dukas; на латински: Andronicus Ducas; * ок. 1050; † 14 октомври 1077) от византийската династична фамилия Дука е византийски държавник, генерал, протовестиарий на Византия. Той е баща на императрица Ирина Дукина.
Той е най-големият син на кесаря Йоан Дука († 12 май 1088) и съпругата му Ирина Пигонитиса († 1060/1065), дъщеря на генерал Никита Пигонит. Баща му е по-малък брат на император Константин X Дука (упр. 1059 – 1067). Брат е на кесаря Константин Дука († 1075/1076).
През 1071 г. Андроник е началник на части на византийската войска по време на кампанията на император Роман IV Диоген против селджукските турци на султан Алп Арслан. Той командва резерва по време на битката при Манцикерт и обявява, че императорът е победен и дезертирал от бойното поле. Затова той е обвинен за поражението на византийската армия и последвалото пленяване на Роман IV от противниците.
През 1073 г. той получава от братовчед си император Михаил VII Дука длъжността „доместик на Изтока“ – главенокомандващ на имперската армия в този регион.
През 1074 г. заедно с баща си Андроник командва императорската войска по време на похода против въстаналите франкски и нормански наемници начело с Русел дьо Байол. Андроник е тежко ранен и с баща му са пленени. Въстаниците освобождават тежкоранения Адроник. Той постъпва в манастир с името Антоний. Умира на 14 октомври 1077 г.

## Фамилия
Андроник Дука се жени пр. 1066 г. за Мария Българска († 21 ноември сл. 1095 като монахиня Ксене), дъщеря на принц Траян Български († 19 май 1038). Тя е внучка на българския цар Иван Владислав (1015 – 1018) и царица Мария.
Андроник Дука и Мария Българска имат седем деца:
- Михаил Дука (* 1061; † 19 януари 1108/1118), севаст и протостратор (1083)[6][7]
- Константин Дука, севаст[8][9]
- Стефан Дука, севаст[5][10]
- Йоан Дука (* 1064; † пр. 1036 като монах Антоний), севаст[11], велик дука (пр. 1090 и след 1092/93), 1090/92 дук на Дирахий[12]
- Ирина Дукина (* 1066; † ок. 19 февруари 1123 като монахиня), омъжена 1078 г. за император Алексий I Комнин (1081 – 1118)[13][14]
- Анна Дукина[5] (* 1068; † 1110/1135), омъжена пр. 1081 за Георги Палеолог († 1167/1168)[15]
- Теодора Дукина (* 1070; † пр. 1116), монахиня[16][17]